# Iwaruna
Iwaruna is een geslacht van vlinders van de familie tastermotten (Gelechiidae).

## Soorten
- I. biformella (Schütze, 1902)
- I. biguttella (Duponchel, 1843)
- I. heringi Gozmany, 1957
- I. klimeschi Wolff, 1958
- I. psoralella (Millière, 1865)